# Les Années du crépuscule
Les Années du crépuscule (恍惚の人, Kōkotsu no hito, litt. « L'Homme béat ») est un roman de l'auteure japonaise Sawako Ariyoshi, publié pour la première fois en 1972, au Japon. Ce drame familial, adapté en 1973 au cinéma, raconte le quotidien d'une femme et son mari, contraints de prendre en charge le père de celui-ci, un homme âgé devenant sénile. Sa traduction française paraît en 1986 aux éditions Stock.

## Présentation
La romancière japonaise Sawako Ariyoshi naît le 20 janvier 1931, à Wakayama, dans la préfecture de Wakayama, au Japon,. Sa carrière d'écrivaine commence en 1954, avec la rédaction de critiques théâtrales, notamment pour le mensuel Le Monde du Théâtre,, et de scénarios pour la télévision et la radio et la publication de nouvelles,.
Le roman Les Années du crépuscule paraît en juin 1972, à l'initiative de la maison d'édition japonaise Shinchōsha,. La création littéraire de l'écrivaine japonaise aborde le sujet des personnes du troisième âge dans le Japon moderne,. L'œuvre de fiction devient rapidement un best-seller, dépassant le million d'exemplaires vendus avant la fin de l'année 1972,. En 1973, moins d'une année après sa publication, le réalisateur Shirō Toyoda en fait une adaptation cinématographique,.
En 1985, le roman est traduit en anglais, par la maison d'édition britannique Peter Owen, sous le titre The Twilight Years, puis en français, l'année suivante, par les éditions Stock,.

## Résumé
Les Tachibana forment une famille ordinaire, dans un Japon contemporain de Sawako Ariyoshi,. Akiko Tachibana vit sous le même toit que son mari Nobutoshi, son fils Satoshi, son beau-père Shigezō Tachibana et sa belle-mère. Après la mort de celle-ci, les états physique et mental de son époux Shigezō se détériorent. Durant dix-huit mois, alors que Shigezō sombre dans la sénilité, son entourage familial, tout particulièrement sa belle-fille Akiko, se démène pour maintenir le vieillard de 84 ans en bonne santé et lui assurer une fin de vie décente,.

## Impact social
À sa sortie en 1972, le roman Les Années du crépuscule, qui, comme les précédentes créations littéraires de Sawako Ariyoshi Les Dames de Kimoto et Kae ou les deux rivales, réunit plusieurs générations familiales, suscite le débat public, voire des controverses, dans un Japon contemporain qui ne prend pas encore conscience des problèmes posés par le vieillissement de sa population,.
Akiko Tachibana, l'héroïne de la romancière, est une femme moderne, mère de famille, qui exerce une activité professionnelle hors du foyer familial,. Son beau-père, Shigezō, devenu sénile, après la mort de son épouse, représente pour elle une corvée domestique supplémentaire. Lorsqu'elle se tourne vers les services sociaux, aucune aide ne lui est proposée pour la prise en charge d'une personne âgée telle que Shigezō. Au contraire, la jeune femme est blâmée pour ne pas honorer le précepte confucéen traditionnel de piété filiale. Elle est contrainte de quitter son emploi pour prendre soin, à plein temps, du vieillard. Cette situation, familière à de nombreux Japonais, est à l'origine du succès du roman auprès du grand public. L'attention de celui-ci est éveillée à propos des difficultés sociales rencontrées en particulier par les femmes, traditionnellement assignées aux tâches ménagères et à l'assistance aux membres les plus âgés des familles,. En outre, par ses descriptions minutieuses des conséquences personnelles (physiques et psychologiques), familiales et sociales du vieillissement, l'écrivaine ouvre, dans l'esprit de son lectorat, la perspective angoissante d'une fin de vie pénible.
Six mois après sa parution, l'œuvre rapporte a Sawako Ariyoshi environ 300 000 dollars. Décidée à soutenir financièrement des structures d'accueil pour personnes âgées, elle se heurte à l'administration fiscale qui impose de fortes taxes et des limitations sur les dons privés. Sous la pression de l'opinion publique, qui s'exerce par l'intermédiaire de la presse nationale, le Trésor public japonais autorise la romancière à effectuer une donation de 66 000 dollars et assouplit la législation en vigueur restreignant les dons caritatifs. Par la suite, de nouvelles maisons de retraite publiques ont été créées,. Le titre original du livre, « kōkotsu no hito », est devenu, au Japon, une expression populaire pour désigner une personne du troisième âge,.

## Adaptation cinématographique
En janvier 1973, moins d'un an après la publication du roman Les Années du crépuscule de Sawako Ariyoshi, le studio Tōhō, associé à la société de production cinématographique Geien, en sort une adaptation cinématographique, sous le titre Un homme en extase,. Dans son long métrage en noir et blanc, le cinéaste japonais Shirō Toyoda dirige, suivant un scénario écrit par Zenzō Matsuyama, les acteurs Hisaya Morishige, dans le rôle de Shigezō Tachibana, et Takahiro Tamura, dans celui de Nobutoshi Tachibana, et les actrices Hideko Takamine, qui interprète le personnage d'Akiko Tachibana, Nobuko Otowa et Kumeko Urabe,. La bande originale de ce drame est une création du compositeur Masaru Satō.